# Costa-Gavras

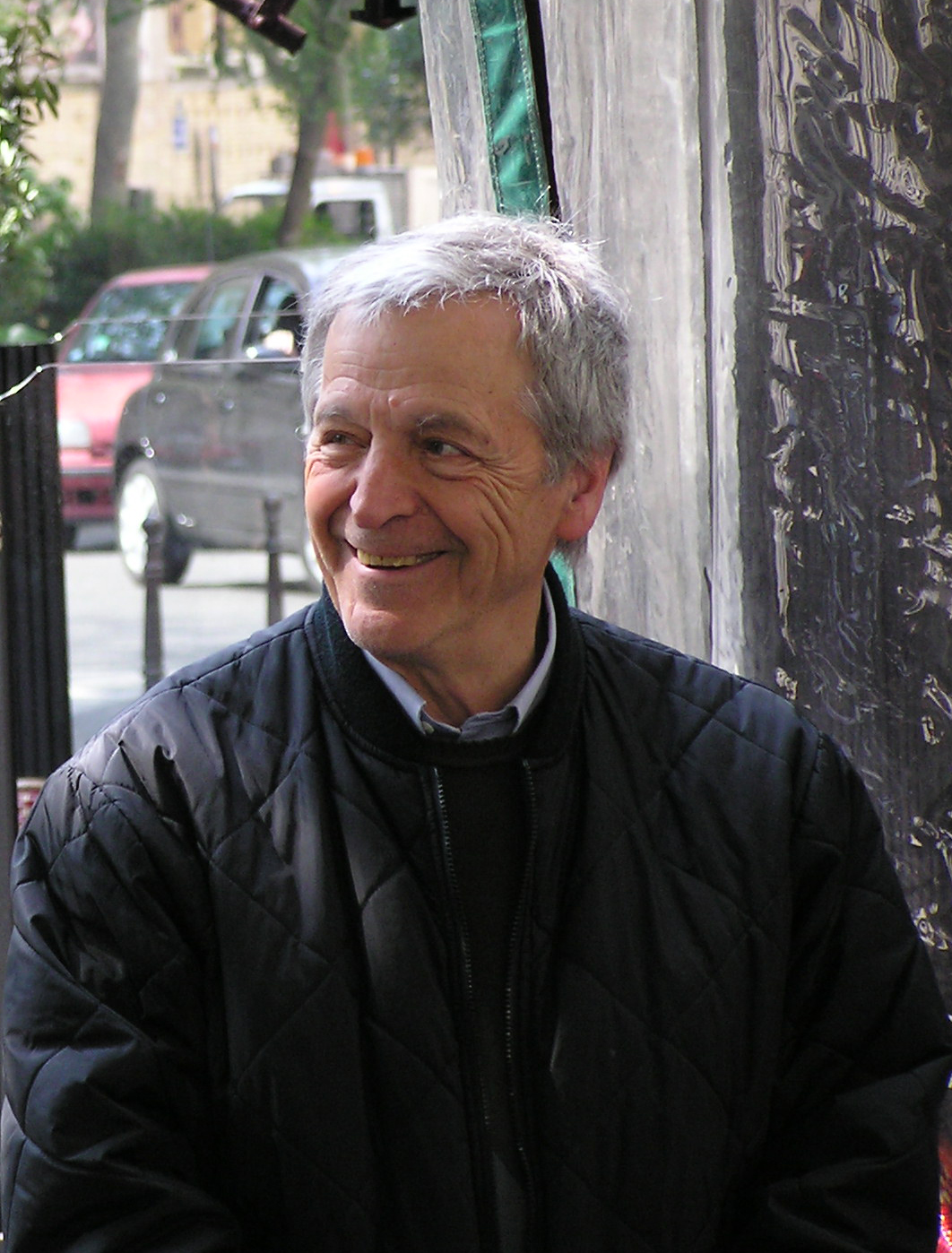
Costa-Gavras roku 2008

Constantinos Gavras, (řecky Κωνσταντίνος Γαβράς; * 12. února 1933 Loutra Iraias, Řecko) je řecko-francouzský filmař známý pro své politicky laděné filmy. K jeho nejoceňovanějším snímkům patří politický thriller Z (1969), s Jean-Louis Trintignantem a Yves Montandem v hlavních rolích. Snímek získal Oscara za nejlepší neanglicky mluvený film. Roku 1970 natočil snímek z českého prostředí, o procesu se Slánským v 50. let pod názvem L'Aveu (Doznání), na motivy knihy Artura Londona.

## Život
Jeho otec byl členem levicové větve řeckého protifašistického odboje. Kvůli tomu byl po válce uvězněn, kvůli podezření, že je komunistou. Costa tak nemohl studovat vysokou školu a bylo mu odmítnuto i americké vízum, když chtěl studovat v USA filmovou školu (kvůli tehdejší vlně mccarthismu). Proto po střední škole emigroval do Francie, s níž spojil zbytek života. Roku 1951 začal studovat práva. Roku 1956 přešel na filmovou školu Institut des hautes études cinématographiques. Po absolvování dělal asistenta režisérům Jeanu Gionovi a René Clairovi. Svůj první vlastní film režíroval roku 1965 pod názvem Compartiment Tueurs. V letech 1982-1987 byl prezidentem muzea Cinémathèque française. Tuto funkci zastává znovu od roku 2007. Jeho děti Julie Gavrasová a Romain Gavras jsou rovněž filmaři.

## Režijní filmografie
Celovečerní filmy
- 1965: Zločin v expresu (Compartiment tueurs)
- 1967: Un homme de trop
- 1969: Z
- 1970: Doznání (L'Aveu)
- 1972: Stav obležení (État de siège)
- 1975: Zvláštní oddělení (Section spéciale)
- 1979: Světlo ženy (Clair de femme)
- 1982: Nezvěstný (Missing)
- 1983: Hanna K.
- 1986: Rodinná řada (Conseil de famille)
- 1988: Hořící kříže (Betrayed)
- 1989: Hrací skříňka (Music Box)
- 1993: Malá apokalypsa (La Petite Apocalypse)
- 1997: Město šílenců  (Mad City)
- 2002: Amen.
- 2005: Sekera (Le Couperet)
- 2009: Ráj na západě (Eden à l'ouest)
- 2012: Kapitál (Le Capital)